# Borexino
Borexinoは低エネルギー（MeV以下）の太陽ニュートリノを研究するための素粒子物理学実験である。Borexinoという名前は、BOREX（Boron solar neutrino experiment、元々別のシンチレータと共に提案されていた実験）にイタリア語の指小辞を付けたものである。この実験はイタリアのラクイラの町にほど近いグラン・サッソ国立研究所で、イタリア、米国、ドイツ、フランス、ポーランド、ロシアの研究者による国際協力のもと行われている。この実験は、イタリアのINFN（Istituto Nazionale di Fisica Nucleare;国立原子力研究所）、米国のNSF (National Science Foundation)を含む複数の国の機関から資金供給を受けている。
検出器は高純度の液体シンチレータ、カロリメータである。これは外部の放射線を防ぎ、上方の山の被覆岩をどうにか貫通してきた宇宙線をタグ付けするために、信号検出器(光電子増倍管すなわちPMT)を保有するステンレス鋼球の中に配置され、水槽によって遮蔽されている。この実験の主たる目的は、太陽からくるベリリウム-7ニュートリノ束を精密に測定し、標準太陽モデルによる予測と比較することである。これによって、研究者は太陽中心で起こっている核融合プロセスに対する理解を深めることができ、またMSW効果を含むニュートリノ振動の特性を決定する助けとなる。その他のこの実験の目標は、ホウ素-8、pp、pep - CNO太陽ニュートリノおよび地球、原子力発電所の反ニュートリノを検出することである。このプロジェクトは銀河系内の超新星由来のニュートリノも検出することができるかもしれない。珍しいプロセスや可能性のある未知の粒子の探索も進行中である。SOXプロジェクトでは存在する可能性があるステライルニュートリノやその他の短距離におけるニュートリノ振動の異常効果を研究する。Borexinoは超新星早期警報システムのメンバーである。

## 結果
2007年、Borexino検出器はデータ取得を開始した。このプロジェクト初の太陽ニュートリノ検出は2007年8月であった。 この検出はリアルタイムに発生した。データ解析は更に2008年まで延長された。
2010年には、地球内部からきた地球ニュートリノが初めて観測された。ウラン、トリウム、カリウム、ルビジウムの放射性崩壊で反ニュートリノが生成されるが、Borexinoの逆ベータ崩壊反応チャンネルの感度がある238U/232Thチェーンによって放出される反ニュートリノのみが見える。また、マルチソース検出器の校正キャンペーンが行われ、そこでは研究対象に予想される信号に近い既知の信号に対する検出器応答を調べるために複数の放射線源が挿入された。
2011年には、ベリリウム-7ニュートリノ束の精密測定、pep 太陽ニュートリノの最初の証明となるものが公表された。
2012年には、CNGSプロジェクト(en:CERN Neutrinos to Gran Sasso)の速度計測結果が公表された。この結果は、光速と矛盾しなかった（en:Measurements of neutrino speed参照）。さらなるシンチレータの浄化キャンペーンも行われ、先例のない低残留放射能量（環境放射線より15桁小さいレベル）を達成することに成功した。

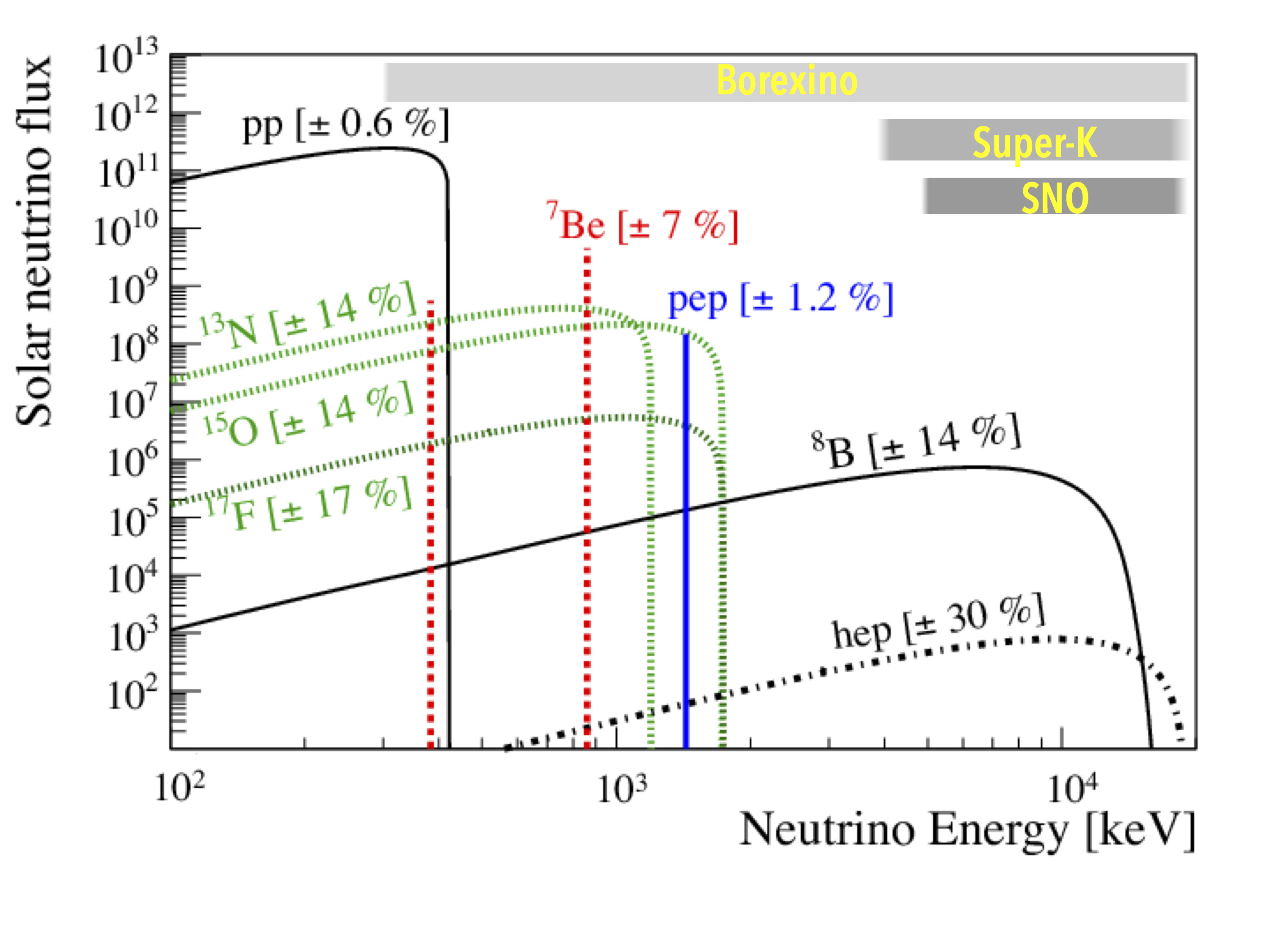
灰色のバンドは、3つの太陽ニュートリノ望遠鏡が感度がありイベントのエネルギーを測定できる領域を比較している。太陽モデルの予測は対数スケールであることに注意を要する：スーパーカミオカンデやSNOが観測できるのは全体の約0.02%であり、一方Borexinoは予測される各タイプのニュートリノを観測することができる。

2013年には、Borexinoはステライルニュートリノのパラメータに制限を与えた。また地球ニュートリノの信号も抽出され、地殻にある放射性元素の活量に関する知見を与えた 。これは従来、不明だった領域である。
2014年には、太陽の中核における陽子-陽子連鎖反応の活動に関する分析を公表し、それによると太陽活動は105年間の規模で一貫して安定していることがわかった。 MSW理論によって記述されるニュートリノ振動の現象を考慮すると、Borexinoの測定結果は標準太陽モデルによる予測と整合する。Borexinoの結果は太陽の機構を理解する上で節目となる。低エネルギーニュートリノに感度のある先行実験（SAGE実験、GALLEX及びGNO）は一定エネルギー以上のニュートリノをカウントすることに成功しているものの、個々のフラックスを測定していないことに留意すべきである。
2015年には、更新した地球ニュートリノのスペクトル解析が報告され、電荷非保存（e−→γ+ν崩壊）に世界で最も厳しい制限を与えた。また、汎用性の温度管理-監視システムが2015年を通じていくつかの段階で設置された。これは試験及び第一段階の設置が2014年後半に行われたマルチセンサー緯度温度プローブシステム(Latitudinal Temperature Probe System; LTPS)と、内部流体に対する外部環境の熱的影響を最小限にとどめるための広範囲に及ぶ断熱材の外壁である断熱システム（Thermal Insulation System; TIS)からなる。

## SOXプロジェクト
SOX実験はニュートリノ異常と呼ばれるLSND、MiniBooNE、で原子炉ニュートリノについてそして太陽ニュートリノについてガリウム検出器(GALLEX/GNO, SAGE）で観測された電子ニュートリノ消失の状況証拠一式を完全に確認または明確に反証することを目的としている。この試みが成功すれば、SOXはステライルニュートリノの成分の存在を実証し、基礎的な素粒子物理学及び宇宙論の新時代の幕開けとなるだろう。確かな信号は初めての標準電弱モデルの範囲外の粒子の発見を意味し、宇宙と基礎的な素粒子物理学に対する理解において深い意味がある。否定的な結果の場合は、ニュートリノ異常の現実性についての長年の議論を終えることができ、低エネルギーニュートリノの相互作用における新たな物理の存在が突き止められ、ニュートリノ磁気モーメント、ワインバーグ角やその他の基本的な物理的パラメータの測定値を与え、将来の高精度太陽ニュートリノ測定に非常に有益なBorexinoの優れたエネルギー較正をもたらすだろう。
SOXは強力(約150kCi）で革新的なCe-144/Pr-144でできた反ニュートリノ発生装置、そしておそらく後にはるかに短いデータ取得キャンペーンが必要なCr-51ニュートリノ発生装置を用いる。これらの発生装置はBorexino検出器から短距離(8.5m）に位置する。この実験は2017年に開始し、2年間データを取得する予定である。